# Канарский канареечный вьюрок
Кана́рский канаре́ечный вьюро́к (лат. Serinus canaria) — вид птиц из семейства вьюрковых. Является родоначальником домашней канарейки. Канарский канареечный вьюрок населяет Канарские острова (отсюда название на русском и других языках), Азорские острова и остров Мадейра.

## Внешний вид
Длина тела канарского канареечного вьюрка составляет 12,5−13,5 см. Самец сверху зелёного цвета с чёрными продольными чёрточками, верхняя часть головы, горло и надхвостье жёлто-зелёные, цвет груди сзади переходит в жёлтый, брюхо белое. Окрас самки бледнее, благодаря сероватым каёмкам перьев, спина её буро-серая с чёрными чёрточками. Неволя сильно изменила канарейку, и её окраска стала одноцветной жёлтой. Помесь дикой канарейки с домашней очень красива, она окрашена смесью зелёного цвета с жёлтым.

## Образ жизни
Канарский канареечный вьюрок живёт в местах, поросших кустами и деревьями. Поёт, по мнению некоторых[кого?], ещё лучше домашней канарейки. Питается почти исключительно растительной пищей: мелкими семенами, нежной зеленью и сочными плодами. Птицы весьма общительны, и их легко ловят сетями с помощью приманной птицы.

## Размножение

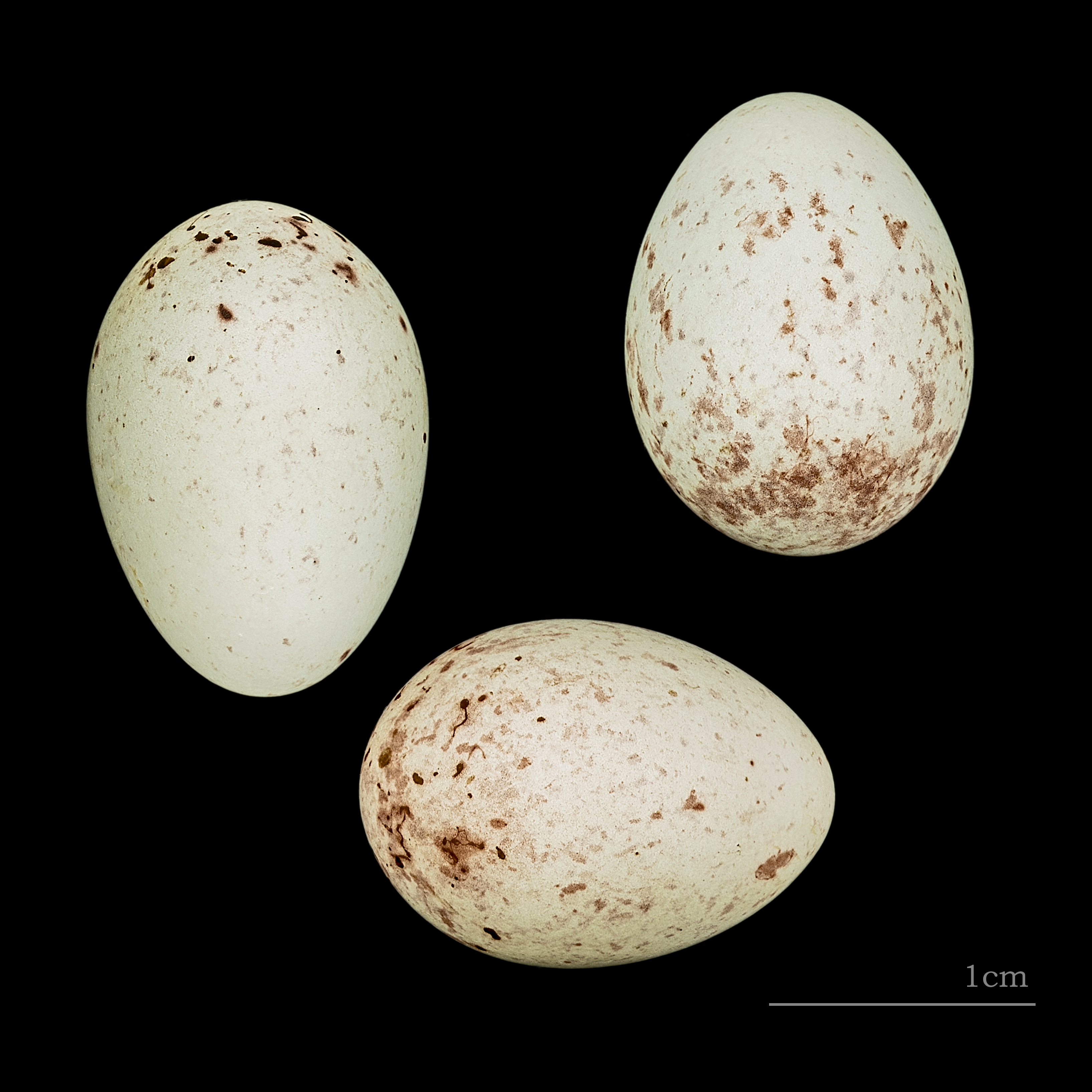
Яйца Serinus canaria canaria

К постройке гнёзд птицы приступают в марте и кладут обыкновенно пять бледно-голубовато-зеленоватых яиц. Насиживание продолжается 13 дней.
Канарский канареечный вьюрок легко спаривается с чижом и щеглом и даёт очень красивые, но бесплодные помеси, которые прежде очень ценились. Дарвин сообщает о том, что канарейка была скрещена с 9—10 другими видами семейства Fringillidae; некоторые из этих гибридов были почти полностью фертильны, но нет никаких сведений о том, чтобы они дали начало хотя бы одной новой породе канареек. Известны также гибриды с домашней канарейкой, которых разводили на Канарских островах.

## Распространение
Канарский канареечный вьюрок водится в настоящее время на Канарских островах, на Мадейре и островах Зелёного Мыса и поднимается на горы до высоты более 1500 м.

## Систематика
Близкий к канарскому канареечному вьюрку вид, канареечный вьюрок (S. serinus) иногда[когда?]

 считается[кем?] лишь подвидом канарейки.

## Генетика
Кариотип: 80 хромосом (2n).
Молекулярная генетика
- Депонированные нуклеотидные последовательности в базе данных EntrezNucleotide, GenBank, NCBI, США: 627 017 (по состоянию на 14 марта 2015).
- Депонированные последовательности белков в базе данных EntrezProtein, GenBank, NCBI, США: 17 921 (по состоянию на 14 марта 2015).

Канарскому канареечному вьюрку (вместе с домашней канарейкой) — генетически одному из наиболее изученных представителей семейства Fringillidae — принадлежит бо́льшая часть депонированных нуклеотидных последовательностей среди вьюрковых и всех воробьинообразных.
Геном: 1,48—1,62 пг (C-value).
В 2014 году было выполнено секвенирование полной геномной последовательности этого вида птиц (с использованием особи домашней канарейки в качестве источника геномной ДНК).